# Vorstendom Schwarzburg-Sondershausen (1716-1806)
Het vorstendom Schwarzburg-Sondershausen (Duits: Fürstentum Schwarzburg-Sondershausen) was een wereldlijk Rijksvorstendom in het Heilige Roomse Rijk. Het werd geregeerd door het huis Schwarzburg-Sondershausen. De hoofdstad was Sondershausen.

Wapen van het vorstendom

Het vorstendom bestond uit twee van elkaar gescheiden landsdelen: het Unterherrschaft in Noord- en het Oberherrschaft in Centraal-Thüringen. Het Unterherrschaft was het grootste en belangrijkste landsdeel en bestond uit een aaneengesloten territorium rond de steden Sondershausen, Greußen en Ebeleben. Het Oberherrschaft lag rond Arnstadt en Gehren.
De gebieden van het huis Schwarzburg-Sondershausen werden in 1716 verenigd, na de kinderloze dood van de laatste vorst van Schwarzburg-Arnstadt. Door de ontbinding van het Heilige Roomse Rijk in 1806 werd Schwarzburg-Sondershausen een soeverein vorstendom.

## Vorsten
- 1716–1720: Christiaan Willem I
- 1720–1740: Günther I
- 1740–1758: Hendrik I
- 1758–1794: Christiaan Günther I
- 1794–1835: Günther Frederik Karel I